# Terni (pokrajina)
Pokrajina Terni (talijanski: Provincia di Terni) je talijanska pokrajina u regiji Umbriji. Glavni grad je Terni.
Ova pokrajina na sjeveru graniči s pokrajinom Perugiom, na istoku, jugu i zapadu s Lacijem (pokrajina Rieti i pokrajina Viterbo) i na sjeverozapadu s Toskanom (pokrajina Siena).

## Najveće općine
(stanje od 30. lipnja 2005.)
| Općine          | Stanovništvo |
| --------------- | ------------ |
| Terni           | 109.357      |
| Orvieto         | 20.870       |
| Narni           | 20.250       |
| Amelia          | 11.658       |
| Montecastrilli  | 4.905        |
| Acquasparta     | 4.886        |
| Stroncone       | 4.712        |
| San Gemini      | 4.604        |
| Castel Viscardo | 3.083        |

## Vanjske poveznice
- (tal.)Službena stranica  Arhivirana inačica izvorne stranice od 16. rujna 2004. (Wayback Machine)